# Sharon Amador
Sharon Amador Zeledón (Matagalpa, 1982) es una modelo nicaragüense y reina de belleza compitió en Miss Nicaragua 2006 el 4 de marzo de 2006 la que optó por primera finalista.

## Biografía
Nació en Matagalpa, el año 1982. Amador Zeledón es licenciada en Administración turística y hotelera con postgrado en Gerencia de Mercadeo y Publicidad. Su padre fue el reconocido arrocero Samuel Amador Pineda, quien fue alcalde de Matagalpa y en tiempos de los años 1980 fue diputado por ese departamento. Su madre es la señora Dolores Zeledón Aráuz.

## Miss Ámbar Mundial 2006
Compitió con 27 jovencitas provenientes de diferentes partes del mundo, Miss Ámbar Mundial se celebró en Puerto Plata, República Dominicana, el 28 de marzo de 2006, también ganó la mención Mejor Silueta, donde obtuvo la corona de Miss Ámbar Mundial 2006 con un excelente desempeño en el escenario.